# Stanisław Estreicher
Stanisław Estreicher, né le 26 novembre 1869 à Cracovie et mort le 28 décembre 1939 au camp de concentration d'Oranienburg-Sachsenhausen est un historien de droit, bibliographe et journaliste polonais, professeur et recteur de l'université Jagellonne de Cracovie.

## Biographie
Fils de Karol Józef Estreicher et de Stefania née Grabowska, Stanisław Estreicher est né à Cracovie, alors partie de l'Empire austro-hongrois. Il est frère de Tadeusz Estreicher, chimiste, historien et chercheur en cryogénie. 
Il reçoit la première instruction à la maison. La famille habite dans le Collegium Maius où son père, bibliographe et directeur de la Bibliothèque Jagellonne occupe un appartement de fonction. 

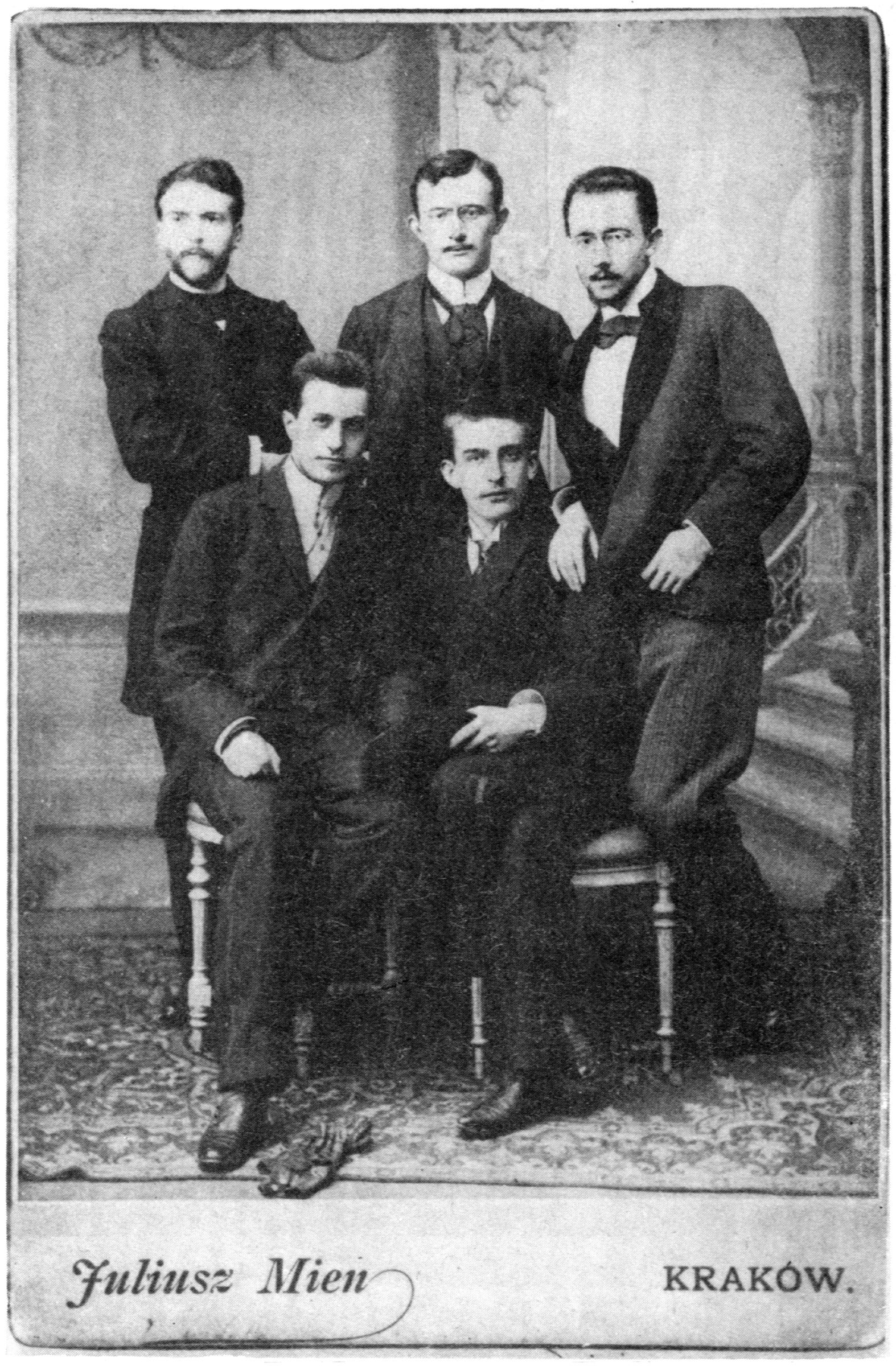
Stanisław Estreicher et ses amis, janvier 1893. Debout de gauche à droite: Stanisław Wyspiański, Lucjan Rydel, Karol Maszkowski; assis : Henryk Opieński et Stanisław Estreicher.

Il poursuit ses études au gymnase de Sainte Anna (Nowodworski) où ses camarades de classe et amis sont les futurs artistes de la Jeune Pologne : Stanisław Wyspiański, Józef Mehoffer, Lucjan Rydel et Henryk Opieński. En 1887, après l'obtention de son diplôme de baccalauréat, Estreicher  entame des études à la faculté de droit de l'université Jagellonne de Cracovie. Il complète sa formation aux universités de Vienne et de Berlin. De retour à Cracovie, il se consacre à des travaux scientifiques. A l'âge de 17 ans, il écrit son premier travail, récompensé par un prix au concours de l'Académie des connaissances.
En 1895, il commence à donner des cours de droit allemand à l'Université Jagellonne où il reçoit le titre de professeur agrégé en 1902 et il devient professeur titulaire en 1906.
1911, 1918 et 1926, il est élu doyen de la faculté de droit. En 1919 il devient recteur de l'université, le poste qu'il occupe jusqu'en 1921.
Estreicher travaille pour le développement de la culture de Cracovie et devient membre de nombreuses associations, sociétés scientifiques et comités. Il est cofondateur de la Société des amoureux des monuments de Cracovie et il s'engage dans la création du Musée de Jan Matejko.  Il coécrit avec Maciej Rataj le projet de loi sur les universités. A deux reprises, on lui propose de rejoindre le gouvernement mais il refuse.
Il a l'habitude de se reposer à Zakopane et Szczawnica et c'est à Zakopane qu'il rencontre sa future femme, la belle Helena née Longchamps dont le père possède des puits de pétrole en Galicie. Helena vient d'une famille de huguenots français qui s'est installée en Pologne au début du 18e siècle et s'est ensuite complètement polonisée et a participé dans toutes les insurrections nationales.

## Œuvre
L'auteur d'ouvrages scientifiques sur l'histoire du droit, Estreicher est également l'un des meilleurs journalistes polonais. Ses textes sont publiés, entre autres, dans Świecie, Pamiętnik Literacki, Rocznik Krakowski et l'hebdomadaire Odnowa. Rédacteur en chef de la section littéraire puis collaborateur indépendant du Czas dans les années 1898-1932 , il y publie des critiques littéraires. 
Cependant, son plus grand travail est la continuation de l'oeuvre de son père et la publication de la Bibliografia Polska entamé en 1870, un travail de référencement de tous les auteurs polonais importants du XVe au XIXe siècle. Au total, jusqu'à au début de la guerre en 1939, il publie onze volumes, atteignant la lettre Z, le dernier volume étant prêt dans le manuscrit.
Cependant, le 6 novembre 1939, il est arrêté par les Allemands lors de l'opération Sonderaktion Krakau. 180 autres professeurs des universités de Cracovie sont alors déportés au camp de concentration d'Oranienburg-Sachsenhausen. Gravement malade, Estreicher y meurt le 28 décembre 1939. Le 28 juillet 1940 il est enterré au cimetière Rakowicki de Cracovie, dans le caveau familial.
Sa femme Helena née  meurt en mars 1940. Leur fils Karol junior, continuera l'ouvrage familiale de la Bibliografia Polska.